# 2018년~현재 아르헨티나 통화 위기
2018년~현재 아르헨티나 통화 위기(2018–present Argentine monetary crisis)는 아르헨티나 페소의 지속적인 심각한 평가절하이다. 이는 높은 인플레이션과 기타 국내 및 국제 요인과 함께 지속적으로 구매력을 상실함에 따라 현지 수준에서 통화 인식 가치의 급격한 하락으로 인해 발생한다. 이에 마우리시오 마크리 대통령은 국제 통화 기금(IMF)에 차관을 요청했다.

## 배경
크리스티나 페르난데스 데 키르히네르(Cristina Fernández de Kirchner)의 대통령직은 2015년에 종료되었고, 새 대통령인 마우리시오 마크리(Mauricio Macri)는 키르히네르가 남긴 아르헨티나의 경제의 여러 측면을 변화시키는 데 참여했다. 아르헨티나 중앙은행의 외화 보유고는 고갈되었다. 연간 인플레이션율은 30%가 넘었고, 이 나라는 역사상 가장 높은 세율을 기록했다. 정부 예산 수지는 8% 적자를 기록했고, 키르히네르 행정부가 국가의 막대한 외채 상환을 계속 거부하자 정부는 국가 부도를 둘러싸고 국제 법적 싸움에 직면했다. 2011년부터 엄격한 통화 통제가 시행되어 외환 통화에 대한 평행 그림자 시장이 형성되었다. 세계적인 원자재 가격 하락으로 인해 예상되는 무역 수익이 급격히 감소하여 국가 경제가 더욱 부담을 받고 있다.
마크리 대통령의 첫 번째 경제 정책 중 하나는 통화 통제를 철폐하여 아르헨티나인들이 시장에서 외화를 자유롭게 사고 팔 수 있도록 허용하는 것이었다. 또 다른 초기 정책은 옥수수와 밀에 대한 수출 할당량과 관세를 철폐하는 것이었다. 아르헨티나의 가장 수익성이 높은 수출품인 대두에 대한 수입 관세가 35%에서 30%로 인하되었다.
마크리는 국가 디폴트 종식을 선언하기도 했다. 이러한 조치는 전문가와 외국 무역 기관의 박수를 받았지만 마크리 행정부가 선거 캠페인 기간 동안 약속했던 경제 호황을 가져오는 데는 실패했다. 인플레이션은 여전히 높았고 경제 성장은 약했다. 그러나 작은 경제성장만으로도 2017년 중간선거에서 마크리는 부에노스아이레스 지방의 키르히네르를 큰 차이로 제치고 승리할 수 있었다.

## 같이 보기
- 아르헨티나 경제 위기